# Invisible Circle
Invisible Circle – pierwszy album studyjny polskiej grupy muzycznej Armagedon. Wydawnictwo ukazało się w 1993 roku nakładem wytwórni muzycznej Carnage Records. Nagrania zostały zarejestrowane w marcu 1993 roku w Modern Sound Studio w Gdyni we współpracy z Adamem Toczko. W 2014 roku nakładem Thrashing Madness Productions ukazało się wznowienie nagrań. Rok później dzięki Witching Hour Productions album trafił do sprzedaży na kasecie magnetofonowej i płycie winylowej.

## Lista utworów
Opracowano na podstawie materiału źródłowego.
1. "Death Liberates" (muz. i sł. Krzysztof Maryniewski, Sławomir Maryniewski) – 05:25
2. "In the Land of Uncertainty" (muz. i sł. Krzysztof Maryniewski, Sławomir Maryniewski) – 02:39
3. "To the End of My Life" (muz. i sł. Krzysztof Maryniewski, Sławomir Maryniewski) – 02:29
4. "The Circle of False Truths" (muz. i sł. Krzysztof Maryniewski, Sławomir Maryniewski) – 04:41
5. "Get to the Limits" (muz. i sł. Krzysztof Maryniewski, Sławomir Maryniewski) – 03:27
6. "Two Faces" (muz. i sł. Krzysztof Maryniewski, Sławomir Maryniewski) – 03:40
7. "From Beyond Oneself" (muz. i sł. Krzysztof Maryniewski, Sławomir Maryniewski) – 05:03
8. "Pictures of Reality" (muz. i sł. Krzysztof Maryniewski, Sławomir Maryniewski) – 04:25
9. "Obsessed by the Past" (muz. i sł. Krzysztof Maryniewski, Sławomir Maryniewski) – 02:40
10. "...Instead of Epilogue" (muz. i sł. Krzysztof Maryniewski, Sławomir Maryniewski) – 04:38

## Twórcy
Opracowano na podstawie materiału źródłowego.
| - Krzysztof Maryniewski – gitara - Sławomir Maryniewski – śpiew - Romuald Czyczyn – perkusja - Tomasz Solnica – gitara basowa |  | - Adam Toczko – inżynieria dźwięku, miksowanie - Wojtek Monkiewicz – zdjęcia - Zbigniew Makila – opracowanie graficzne |